# St Paul's Cathedral (Londen)
St Paul's Cathedral is een kathedraal gelegen op Ludgate Hill, in de Londense binnenstad, de City. Het is de zetel van de anglicaanse bisschop van Londen.

## Geschiedenis

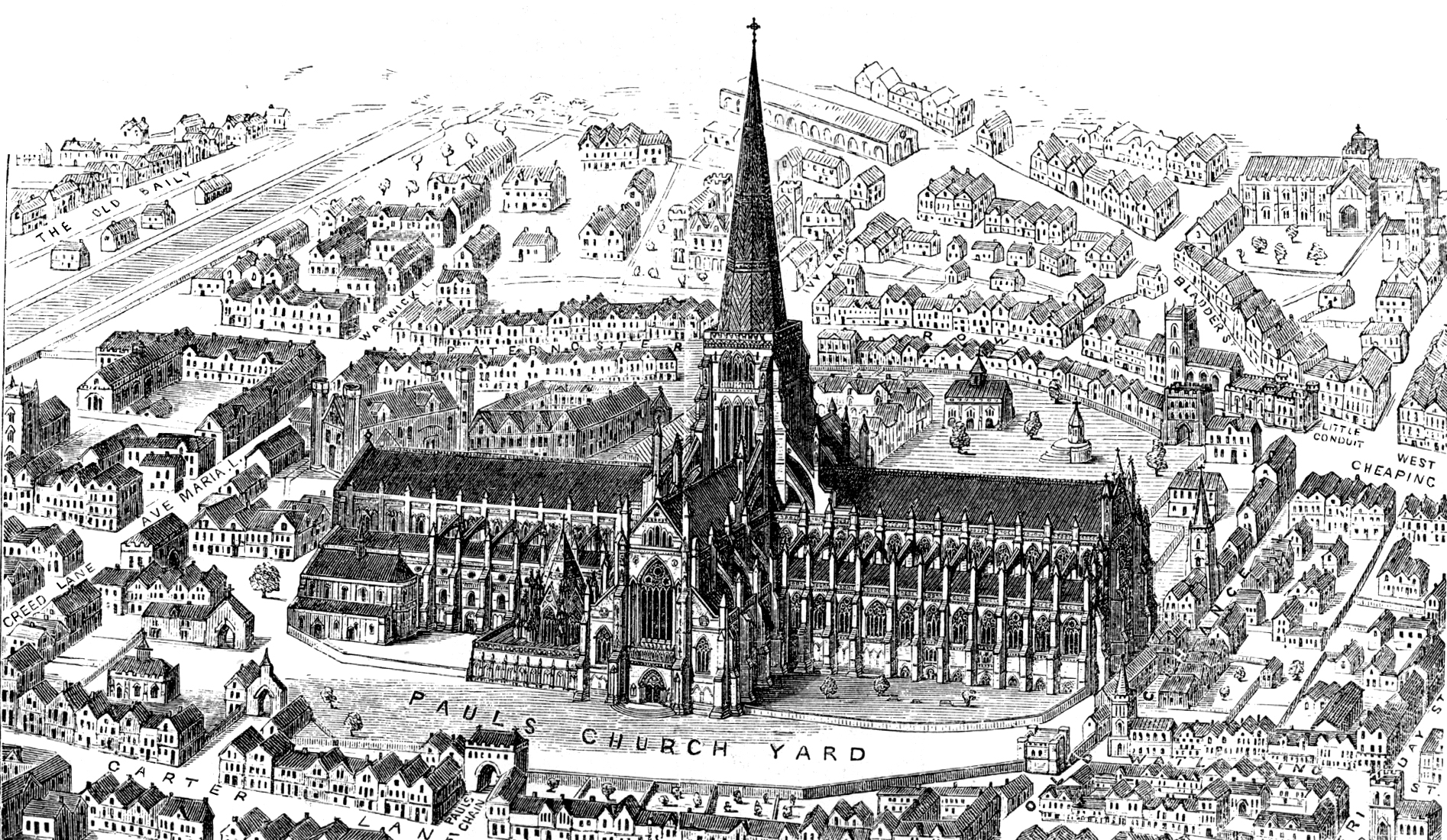
Gravure van de oude St Paul's Cathedral (voor 1561)

Op de plaats van de kathedraal stond aanvankelijk een houten kerk gebouwd in 604 die reeds aan de apostel Paulus gewijd was. Een aantal malen raakte het gebouw beschadigd of werd het verwoest, onder meer door een brand in 675, maar steeds werd het herbouwd. Ook tijdens de grote brand van Londen in 1666 brandde het gebouw af. Hoewel het toen binnen de mogelijkheden had gelegen het gebouw te reconstrueren, werd besloten een geheel nieuwe kathedraal in moderne stijl te bouwen.
Het eerste ontwerp van Sir Christopher Wren voor een nieuwe kathedraal in de vorm van een Grieks kruis, werd in 1669 afgewezen als te radicaal. Zijn tweede ontwerp van 1673 vond ook geen goedkeuring. Het derde ontwerp werd in 1673 goedgekeurd en de bouw begon in 1675. De kathedraal werd voltooid in 1710. Tijdens de Tweede Wereldoorlog was hij doelwit van Duitse bombardementen tijdens de Blitz. Hij werd geraakt door een bom op 9 oktober 1940, maar de schade bleef beperkt.
In de kathedraal liggen een aantal beroemde mensen begraven, onder wie admiraal Nelson, de hertog van Wellington en Christopher Wren, de architect van de kathedraal. Winston Churchill is er ten grave gedragen. Bij de uitvaart van Winston Churchill luidde de  "Great Tom" , de grootste klok van de kathedraal, hetgeen alleen pleegt te gebeuren bij de dood van vorstelijke personen en bisschoppen. Samuel Johnson heeft er een standbeeld, evenals Florence Nightingale.
Hoewel de Britse koninklijke familie gewoonlijk haar huwelijken, begrafenissen, kroningen en herdenkingen doet plaatsvinden in Westminster Abbey, was St Paul's de locatie van het huwelijk van prins Charles met Lady Diana Spencer.

## Kenmerken

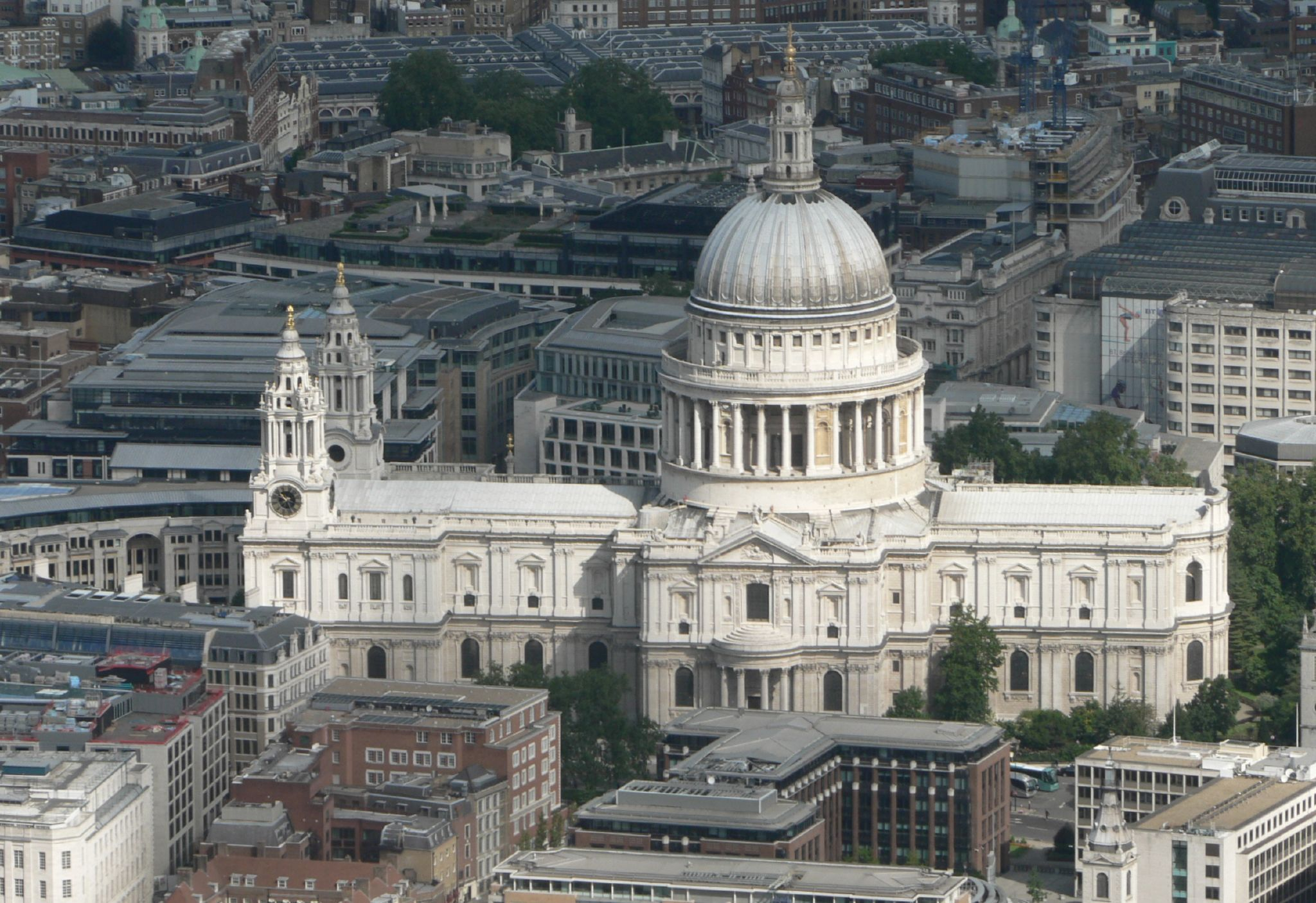
Luchtfoto van de kathedraal

Het huidige gebouw uit de 17e eeuw is opgetrokken uit portlandsteen in de stijl van de Engelse barok. De indrukwekkende koepel bereikt een hoogte van 108 meter, waardoor het gebouw de skyline van Londen lange tijd beheerste.
De kathedraal is gebouwd in west-oostelijke richting. Het schip heeft drie kleinere kapellen in de aangrenzende zijbeuken: All Souls en St Dunstan's aan de noordzijde en de kapel van de Orde van Sint-Michaël en Sint-George aan de zuidzijde.
De koepel heeft drie galerijen: de Whispering Gallery (Fluistergalerij), de Stone Gallery en de Golden Gallery. Met name de eerste heeft een grote aantrekkingskracht op toeristen vanwege de eigenaardigheid dat men elkaar, pratend langs de muur, op grote afstand kan verstaan. De koepel weegt alleen al 67.000 ton. De koepel is niet echt een koepel, maar een kegelvormig bouwwerk dat via steunpilaren op het fundament rust. Van onderuit geeft het de illusie dat het een koepel is, echter door de 'ramen' zo te metselen lijkt het koepelvormig. De kegel is bekleed met een houten constructie bekleed met houten latten die van buitenaf gezien de koepel compleet maken. Ten noorden en zuiden van de koepel ligt het dwarsschip
Het koor strekt zich uit ten westen van de koepel en bevat de ruimten voor de geestelijken, het koor en het orgel. Het huidige orgel is het op twee na grootste in Groot-Brittannië.
De kathedraal heeft een omvangrijke crypte waarin vele gedenktekenen te vinden zijn. De architect, Sir Christopher Wren, die het gebouw ontwierp na de Grote brand van Londen, was de eerste die in de crypte werd begraven in 1723.
De kathedraal heeft nog maar weinig kerkschatten. In de loop van de tijd zijn er veel verloren gegaan en na een grote kerkroof in 1810 zijn de meeste verdwenen.